# Calceolaria vulpina
Calceolaria vulpina är en toffelblomsväxtart som beskrevs av Kränzl.. Calceolaria vulpina ingår i släktet toffelblommor, och familjen toffelblomsväxter. Inga underarter finns listade i Catalogue of Life.